# 黃鳳翔 (崇禎歲貢)
黃鳳翔（?—?），广东澄海县人，明朝政治人物，崇禎七年歲貢。

## 生平
崇祯十五年（1642年），接替何思任福建永安县知县，1644年，由徐起霖接任。